# Buzura contectaria
Buzura contectaria là một loài bướm đêm trong họ Geometridae.